# It Takes a Lot to Laugh, It Takes a Train to Cry
It Takes a Lot to Laugh, It Takes a Train to Cry è una canzone scritta da Bob Dylan, pubblicata in origine nell'album Highway 61 Revisited.  È stata pubblicata nel luglio del 1965.  Il brano venne inoltre incluso nella prima compilation europea di Dylan, intitolata Bob Dylan's Greatest Hits 2.
Una versione alternativa della canzone è apparsa nella raccolta The Bootleg Series Volumes 1–3 (Rare & Unreleased) 1961–1991 del 1991.
It Takes a Lot to Laugh, It Takes a Train to Cry vanta diverse versioni di numerosi artisti tra cui i Grateful Dead, Super Session,  Allman Brothers Band, Marianne Faithfull, Jerry Garcia, Stephen Stills, Ian Matthews, Leon Russell, Little Feat, Taj Mahal, Steve Earle, Levon Helm, Toto, Blue Cheer & Bun E. Carlos.

## Musica e testo
La canzone, inclusa in Highway 61 Revisited, è un blues elettrico-acustico che risulta uno dei tre brani blues dell'album (insieme a From a Buick 6 e Just Like Tom Thumb's Blues). Si compone di versi ispirati alle tradizionali canzoni blues, combinati dal testo proprio di Dylan. Al posto di usare toni aggressivi tipici delle canzoni scritte da Dylan durante questo periodo, It Takes a Lot to Laugh, It Takes a Train to Cry riflette la stanca rassegnazione del mondo. Attraverso un linguaggio figurato di carattere sessuale, la canzone può essere interpretata come l'allegoria di un tale che si sente frustrato sessualmente. Dylan riprenderà queste immagini e questi suggerimenti in altre successive canzoni, come Señor (Tales of Yankee Power).
Questa versione venne registrata il 29 luglio 1965, lo stesso giorno di Positively 4th Street e Tombstone Blues. Musicalmente, la canzone presenta un ritmo lento, guidato dal battere pigro della batteria, con un beat strascicato ed una leggera enfasi sul fuori tempo data dal batterista di sessione Bobby Gregg. È presente inoltre una parte suonata con un barrelhouse piano da Paul Griffin, una parte al basso suonata da Harvey Brooks, una parte di chitarra suonata da Mike Bloomfield ed un inusuale pezzo con l'armonica.
Dylan eseguì questa versione della canzone dal vivo nell'agosto 1971 per l'album Concert for Bangladesh.
Il brano era inizialmente noto con il titolo di Phantom Engineer. Questa versione era dotata di maggior ritmo in levare e quattro versi dal testo differente. Venne registrata il 15 giugno 1965, lo stesso giorno di Like a Rolling Stone.  Le diverse tracce del 15 giugno possono essere ascoltate in The Bootleg Series Volumes 1–3 (Rare & Unreleased) 1961–1991, The Bootleg Series Vol. 7: No Direction Home e nella versione doppia The Bootleg Series Vol. 12: The Cutting Edge 1965–1966. In The Bootleg Series Vol. 7 e The Bootleg Series Vol. 12, la versione si presenta con un ritmo blues scattante e l'alterazione dei riff con la chitarra ad ogni battuta.
Questa variante alternativa venne eseguita da Dylan e il suo discusso gruppo elettrico, accompagnato dalla The Paul Butterfield Blues Band e da Al Kooper, al Newport Folk Festival, il 25 luglio 1965, dopo Maggie's Farm. Dopo essere stato interrotto durante l'esecuzione di Phantom Engineer, dai fan che volevano che Dylan cantasse musica folk, il cantante tornò a suonare interpretazioni acustiche di Mr. Tambourine Man e It's All Over Now, Baby Blue. 
Una versione del novembre 1975 venne pubblicata nell'album The Bootleg Series Vol. 5: Bob Dylan Live 1975, The Rolling Thunder Revue.

## Curiosità
- Gli Steely Dan si ispirarono ad un verso del brano per intitolare il loro album d'esordio Can't Buy a Thrill.